# Crewe
För andra betydelser, se Crewe (olika betydelser).
Crewe är en stad och civil parish i grevskapet Cheshire i England. Staden ligger i distriktet Cheshire East, cirka 20 kilometer nordväst om Stoke-on-Trent och cirka 32 kilometer sydost om Chester. Tätortsdelen (built-up area sub division) Crewe hade 71 722 invånare vid folkräkningen år 2011. Crewe nämndes i Domedagsboken (Domesday Book) år 1086, och kallades då Creu.
Crewe är mest känt för sin järnvägsindustri. Det är en stor järnvägsknut och i staden fanns också en stor lokomotivtillverkningsfabrik.
År 1946 etablerades tillverkning av bilar av märkena Rolls-Royce och Bentley i en gemensam fabrik. Hösten 2002 upphörde tillverkningen av Rolls-Royce i Crewe och flyttades till Goodwood sedan märket sålts till tyska BMW.
Från Crewe kommer fotbollslaget Crewe Alexandra FC.

## Vänorter
- Mâcon, Frankrike
- Dzierżoniów, Polen
- Bischofsheim, Tyskland